# Liophryne magnitympanum
Liophryne magnitympanum é uma espécie de sapo da família Microhylidae. É endémica para o Papua Nova Guiné. O seu natural habitat consiste em baixos biomas montanos.

## Etimologia
A espécie é denominada magnitympanum porque eles têm grande tímpanos visíveis.